# Emanuel Perrone
Emanuel Perrone (Rio Cuarto, 14 de junho de 1983) é um futebolista profissional argentino, atacante, milita no Iraklis Salónica.